# Čimelice
Čimelice (deutsch Čimelitz, auch Tschimelitz) ist eine Gemeinde in Tschechien. Sie liegt fünf Kilometer nordöstlich von Mirotice und gehört zum Okres Písek.

## Geographie

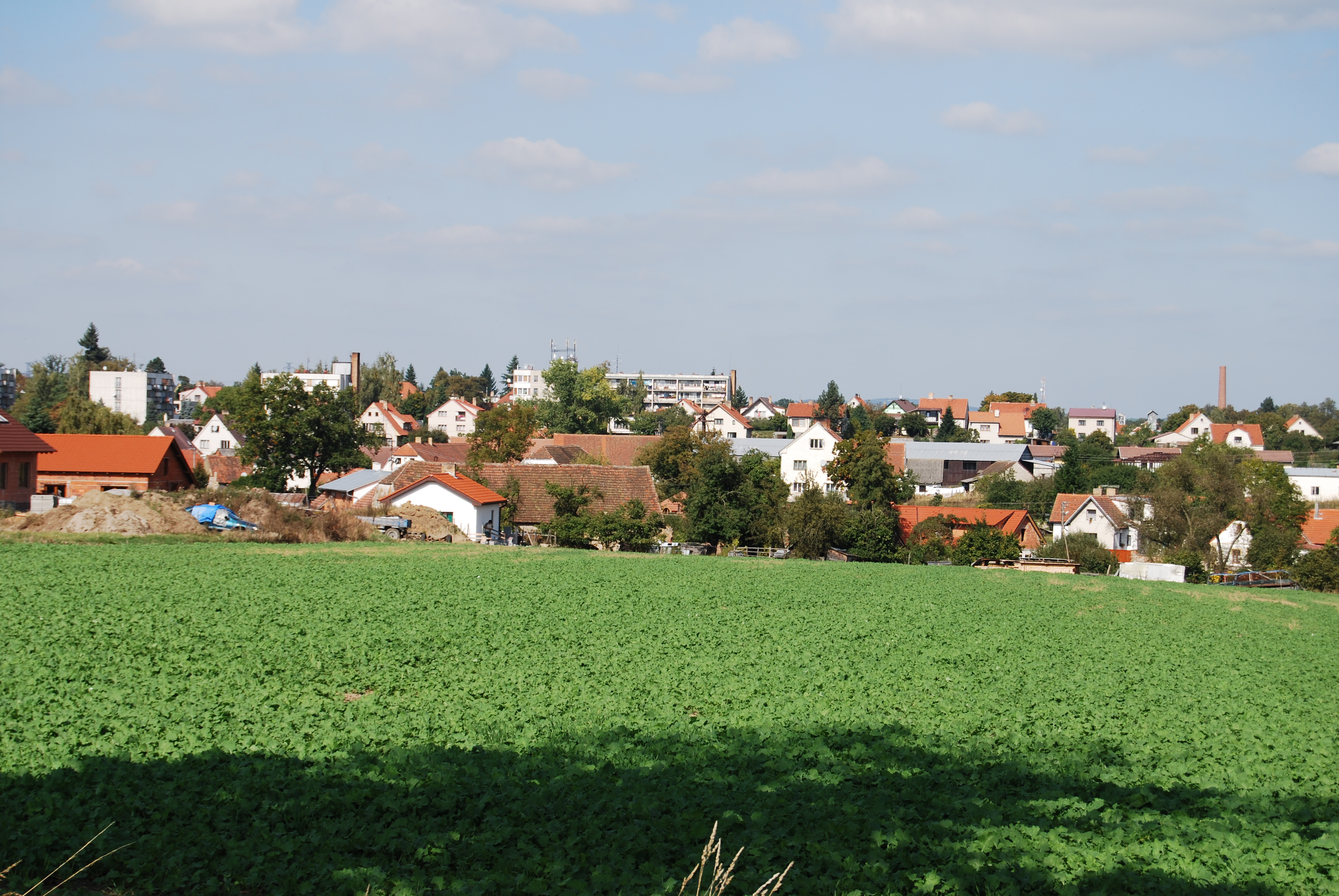
Panorama von Čimelice

Čimelice befindet sich rechtsseitig der Skalice in der Blatenská pahorkatina und wird vom Bach Rakovický potok durchflossen. Durch Čimelice führt die Staatsstraße I/4 zwischen Prag und Strakonice, am östlichen Ortsrand verläuft die Bahnstrecke Protivín–Zdice. Südwestlich erheben sich der Chlum (532 m) und der Hrad (Schafberg, 574 m), im Nordwesten die Hora (522 m) und der Jezvinec (545 m). Gegen Osten liegen links der Skalice die Teiche Bisingrovský rybník (23,6 ha), Zástava, Stejskal, Nerestec (17,2 ha), Zhoř und Řepice, südöstlich der Valný rybník.
Nachbarorte sind Horní Nerestce, Dolní Nerestce, Krsice und Rabuška im Norden, Rakovický Mlýn, Na Pohodnici, Nový Dvůr, Králova Lhota, Laziště und Nevězice im Nordosten, U Loukoty, Bisingrov, Vrábsko, Hvížďalka und U Křenáčka im Osten, Větrov, Podelhota und Varvažov im Südosten, Smetanova Lhota, Karlov und Rakovické Chalupy im Süden, U Macků und Boudy im Südwesten, U Nováka und Rakovice im Westen sowie Slavkovická Hora, Slavkovice, Kakovice und U Vršeckého im Nordwesten.

## Geschichte
Archäologische Funde belegen eine Besiedlung des Gemeindegebietes während des Jungpaläolithikums zwischen 15.000 und 10.000 v. Chr.
Erstmals urkundlich erwähnt wurde Čimelice im Jahre 1405 als Besitz des Jan Jezovec von Rakovice. Nachfolgende Besitzer des königlichen Lehns Čimelice, das nur aus einer hölzernen Feste mit Vorwerkshof und einer steinernen gotischen Kapelle bestand, waren sein Sohn Markvart Jezovec von Rakovice und später Jan Lopata von Rakovice. Čimelice gehörte zum Pfarrsprengel Rakovice, das in den Hussitenkriegen erlosch. Im Jahre 1474 wurde Čimelice von Rakovice getrennt und ging den erblichen Besitz Herren Tluksa von Vrábí über. Unter Jan Tluksa von Vrábí erfolgte der Bau einer großen unterkellerten steinernen Feste mit acht beheizbaren Zimmern sowie der Kirche. Ab 1531 befand sich das Gut im Besitz der Ritter Deym von Střitetz. Diese ließen in der Mitte des 16. Jahrhunderts die Feste zu einem Renaissanceschloss umbauen, eine Brauerei errichten, zahlreiche Fischteiche anlegen und zum Ende des 16. Jahrhunderts die Kirche ausbauen und vergrößern. Im Jahre 1574 kauften die Brüder Johann, Peter, Hendrych und Alesch Deym von Střitetz auf Čimelitz der Hofkammer das benachbarte Lehngut Rakowitz als erblichen Besitz ab. Ab 1597 war Johann Deym von Střitetz Besitzer von Čimelitz. Die Ereignisse zwischen 1618 und 1620 mit häufigen Truppendurchzügen brachten Čimelitz den Niedergang. Nach der Schlacht am Weißen Berg folgten infolge der Beteiligung der Ritter Deym von Střitetz am Ständeaufstand komplizierte Besitzverhältnisse und eine Trennung der Güter Čimelitz und Rakowitz, wobei letzteres Peter Deym von Střitetz unter Rückfall ins Lehn verblieb. Im Jahre 1629 wurde das Gut Čimelitz an Michael Adolf von Althann übereignet, der es im selben Jahre der Schwester des früheren Besitzers, Eva Ploth von Konařin, geborene Deym von Střitetz verkaufte. Ihr folgte 1662 Alesch Karl Ploth von Konařin. Der Familie Ploth von Konařin gelang es nicht, das ruinierte Gut wiederaufzurichten und musste den Besitz wegen Überschuldung aufgeben. Im Jahre 1685 ersteigerte Johann Heinrich Freiherr von Bissingen das Gut Čimelitz, ihm folgte sein Sohn Karl Gottlieb. Der Hauptmann des Prachiner Kreises kaufte 1714 noch das Gut Rakowitz und 1719 Nerestetz hinzu; er erwarb zudem die Güter Smilkow, Petrowitz und Zahradka. Er verlegte zunächst einen Sitz von Čimelitz in das komfortablere Schloss Rakowitz. Karl Gottlieb von Bissingen ließ zwischen 1728 und 1730 in Čimelitz ein neues Barockschloss errichten und schlug das Gut Rakowitz der Herrschaft Čimelitz zu. Während das Schloss Čimelitz als herrschaftlicher Wohnsitz diente, wurden im Schloss Rakowitz die Amtskanzlei und Beamtenwohnungen eingerichtet. Außerdem befand sich im Schloss Rakowitz ein Gefängnis und das herrschaftliche Archiv. Beide Schlösser ließ der kunstsinnige von Bissingen durch eine Lindenallee verbinden, zu deren Ausschmückung mit Skulpturen er 1736 den Pilsener Bildhauer Jan Hammer (auch Jan Karel Hommer) nach Rakowitz holte. Hammer verlegte seine Bildhauerhütte und Schnitzwerkstatt, die sich wahrscheinlich zuerst auf dem Rakowitzer Schlossgelände befand, 1738 in die Ausspanne Hvížďalka bei Čimelitz. Bis 1740 entstanden in der Werkstatt zahlreiche barocke Kunstwerke, die nicht nur in der Umgebung von Čimelitz, sondern auch in Dobrá Voda und Písek zu finden sind. Mit der 1730 erfolgten Neutrassierung der Passauer Kaiserstraße, die bis dahin über Rakowitz und Mirotitz geführt hatte, erlangte Čimelitz gegenüber dem damals noch deutlich größeren Rakowitz zunehmend an Bedeutung. Im Jahre 1739 ließ Karl Gottlieb von Bissingen die bis darin zum Mirotitzer Sprengel gehörige Filialkirche zur Pfarrkirche erheben.
Mit dem Tode von Karl Gottlieb von Bissingen endete 1742 die barocke Glanzzeit von Čimelitz. Nachfolgender Besitzer wurde sein Sohn Karl Gottfried Graf von Bissingen. In der Mitte des 18. Jahrhunderts stellte die Bildhauerhütte von Jan Hammer ihre Tätigkeit gänzlich ein, 1759 verkaufte Karl Gottfried von Bissingen die Hvížďalka an Matěj Huleš. Nach dem Tode Karl Gottlieb von Bissingens, der am 4. Jänner 1771 ohne männliche Nachkommen verstarb, erbte seine Witwe Maria Appollonia, geborene Reichsgräfin Wratislaw von Mitrowitz die Herrschaft. Sie setzte 1782 ihren Bruder Prokop Reichsgraf Wratislaw von Mitrowitz als Erben von Čimelitz ein. Dieser verkaufte die Herrschaft 1798 seinem Neffen Joseph Reichsgraf Wratislaw von Mitrowitz, der 1801 von Franz Gottwald Bieschin zu Bieschin das zum Karlsteiner Lehn gehörige Gut Slawkowitz aufkaufte und mit Čimelitz verband. Im Jahre 1804 wurde in Čimelitz ein Spital eingerichtet. 1807 erwarb Joseph Wratislaw von Joseph Jakob Schmied noch das Lehngut Straschowitz, das er der Čimelitzer Verwaltung unterstellte, jedoch nicht mit Čimelitz vereinigte. In den Jahren 1800 bis 1820 ließen die Grafen Wratislaw von Mitrowitz südlich des Schlosses ein neues Schulhaus, ein Pfarrhaus und ein Spitalhaus errichten. Zudem wurde der Friedhof an der Kirche aufgehoben und 1815 südlich des Dorfes der neue Friedhof angelegt. 1834 erbte Joseph Wratislaws Witwe Gabriele, geborene Gräfin Desfours die Herrschaft und übertrug sie der Verwaltung ihres Schwiegersohnes Karl II. Fürst zu Schwarzenberg auf Worlik.
Im Jahre 1837 umfasste die Herrschaft Čimelitz (mit Slawkowitz und Pohořj) eine Nutzfläche von 4753 Joch 909 Quadratklafter. Zur Herrschaft gehörten die Dörfer Rakowitz, Čimelitz, Gabrielenhof ehem. Karlshof (Karlov), Zales bzw. Rakowitzer Chaluppen (Rakovické Chalupy), Krsitz (Krsice), Unter-Nerestetz (Dolní Nerestce), Pohoř (Pohoří) und Slawkowitz (Slavkovice), acht Häuser von Lhota Smetanowa einschließlich der Mühle Linek und drei Israelitenhäusern sowie fünf Häuser von Mirotitz. Das angeschlossene Lehngut Straschowitz mit 456 Joch 715 Quadratklafter Nutzfläche bestand nur aus dem gleichnamigen Dorf (Strážovice). Bei Nerestetz betrieb die Herrschaft einen Kalksteinbruch. Insgesamt lebten auf den Ländereien 2331 Personen, darunter 18 Israelitenfamilien. Das Dorf Čimelitz bestand aus 96 Häusern mit 637 Einwohnern. Im Ort gab es ein herrschaftliches Schloss mit der Schlosskapelle Johannes des Evangelisten, ein Bräuhaus, eine Branntweinbrennerei, eine Schäferei, ein obrigkeitliches Spital, eine k.k. Post, ein Wirtshaus und eine fünfgängige Mühle mit Brettsäge; unter herrschaftlichem Patronat standen die Pfarrkirche der hl. Dreieinigkeit, die Pfarre und Schule. Das Dorf wurde von der Passauer Straße durchschnitten. Abseits lagen die dreigängige Rakowitzer Mühle (Rakovický Mlýn), eine Wasenmeisterei (Na Pohodnici), der Meierhof Bissinger Hof (Bisingrov), das Bissinger Hegerhaus und das Hegerhaus Wrabsko. Südlich des Dorfes lag an der Straße der Gottesacker. Čimelitz war Pfarrort für Rakowitz, Krsitz, Gabrielenhof, Zales, Neuhof (Nový Dvůr), Lhota Smetanowa und Wrabsko (Vrábsko) sowie ein Teil von Warwarschau. Das Amtsdorf des Dominiums war Rakowitz. Bis zur Mitte des 19. Jahrhunderts blieb Čimelitz der Allodialherrschaft Čimelitz samt Straschowitz und Slawkowitz untertänig.
Nach der Aufhebung der Patrimonialherrschaften bildete Čimelice / Čimelitz mit den Ortsteilen Dolní Nerestce, Krsice, Pohoří, Rakovice und Rakovické Chalupy und Slavkovice ab 1850 eine Gemeinde in der Bezirkshauptmannschaft Písek und dem Gerichtsbezirk Mirovice. Am 21. Februar desselben Jahres vererbte Gabriele Wratislaw von Mitrowitz Schwester Josefina Marie die Čimelitzer Güter ihrem Sohn Karl III. Fürst zu Schwarzenberg. Am 24. April 1874 lösten sich Dolní Nerestce, Krsice, Pohoří, Rakovice und Rakovické Chalupy und Slavkovice von Čimelice los und bildeten eigene Gemeinden. Zwischen 1874 und 1876 entstanden die Bahnstrecke Protivín–Zdice und die Bahnhofsgebäude. Das herrschaftliche Archiv einschließlich des Katastralkartenarchives gingen 1876 verloren, als es der Rakovicer Gutsverwalter als Altpapier an einen Wiener Händler verkaufte. An der Kaiserstraße wurde 1909 ein neues Schulhaus errichtet. Nach dem Ersten Weltkrieg wurde ein neues Einfamilienhausviertel angelegt.
Nach dem offiziellen Ende des Zweiten Weltkrieges erreichten die vor der Roten Armee aus Prag nach Westen abrückenden Einheiten der Wehrmacht unter dem Kommando des Waffen-SS-Generals von Pückler-Burghauss im Verbund mit den Waffen-SS-Einheiten von Emil Klein und Wolfgang Jörchel am 9. Mai 1945 mit 80.000 Mann bei Rakovice die Demarkationslinie, wo sie auf Einheiten der US-Armee in gleicher Stärke stießen. Pückler-Burghauss verweigerte die bedingungslose Kapitulation und hielt das Gebiet zwischen Slivice, Milín und Čimelice für zwei Tage besetzt. Nachdem sich am 11. Mai auch die Rote Armee von Orlík her näherte, spitzte sich die Lage zu. Pückler-Burghauss drängte nunmehr auf eine schnellstmögliche Waffenübergabe an die Amerikaner, die dieses Ansinnen jedoch abwiesen. Bei Slivice begann die Rote Armee am selben Tage mit dem Angriff auf die deutschen Truppen. Als am Abend des 11. Mai auch bei Milín der Beschuss einsetzte, begann eine Massenflucht der deutschen Truppen über Mirovice nach Blatná. In der Nacht zum 12. Mai erfolgten in der Mühle U Diků in Rakovický Mlýn die Kapitulationsverhandlungen, an denen neben Pückler-Burghauss und einem weiteren deutschen Offizier der Kommandeur der 104. sowjetischen Schützendivision, Gardegeneral Serjogin, Oberstleutnant Allison von der 4. US-Panzerdivision, der Kommissar der Partisanenabteilung Brdy, Václav Pokorný und als Dolmetscher Václav Norbert Graf Kinský teilnahmen. In der letzten, am 12. Mai um 9 Uhr begonnenen Verhandlungsrunde unterzeichnete Pückler-Burghauss die Kapitulationsurkunde. Sein Mitunterhändler hatte zuvor bereits mit Arsenik Suizid begangen. Anschließend begab sich Pückler-Burghauss in seine Unterkunft in der Villa Nr. 99 in Rakovice und erschoss sich. Sein Suizid wird als der letzte Schuss des Zweiten Weltkrieges in Europa angesehen. Beider Leichen wurden auf dem Friedhof von Čimelice begraben; nach 1990 wurden sie exhumiert und auf die deutsche Kriegsgräberstätte in Brno umgebettet.
Das Gut und Schloss Čimelice wurde 1948 verstaatlicht. 1964 wurden Krsice und Rakovice eingemeindet. Rakovice löste sich am 24. November 1990 wieder von Čimelice los und bildete eine eigene Gemeinde.

## Gemeindegliederung
Die Gemeinde Čimelice besteht aus den Ortsteilen Čimelice (Čimelitz) und Krsice (Kersitz) sowie den Einschichten Bisingrov, Hvížďalka, Rabuška, Rakovický Mlýn, Na Pohodnici, U Loukoty und Větrov.

## Sehenswürdigkeiten
- Barockschloss Čimelice am westlichen Ortsrand, erbaut 1728–1730 durch Antonio Canevalle für Karl Gottlieb von Bissingen. Mit dem benachbarten Schloss Rakovice wurde der dreiflügelige zweigeschossige Bau durch eine Lindenallee mit sieben Skulpturenpaaren verbunden. Nach dem Brand von 1767 wurde es wiederaufgebaut. 1948 erfolgte die Verstaatlichung. Zwischen 1951 und 1982 diente das Schloss als Fachschule für Film ( Střední průmyslová škola filmová). Besitzer des Schlosses ist seit 1993 Karel Schwarzenberg.
- Englischer Schlossgarten, darin befinden sich die im 13. Jahrhundert errichtete und von einem Graben umgebene Feste Čimelice, die seit dem Bau des Schlosses als Speicher diente.
- Pfarrkirche der hl. Dreifaltigkeit; der ehemals gotische Bau wurde barock- und zwischen 1820 und 1822 im Empirestil umgestaltet. 1739 wurde die Kirche zur Pfarrkirche erhoben. Der Turmanbau erfolgte 1820. Der geschnitzte Hauptaltar entstand Mitte der 1740er Jahre in der Werkstatt von Jan Hammer. Vor dem Altar der hl. Barbara befindet sich das Grabmal des Karl Gottlieb von Bissingen († 1742), Herr auf Čimelitz, Rakowitz, Nerestetz, Smilkow, Petrowitz und Zahradka.
- Ummauerter Friedhof am südlichen Ortsausgang mit zwei Kapellen, er wurde 1815 angelegt. An der Friedhofsmauer befindet sich die Friedhofskapelle und zentral die 1817 bis 1819 nach Plänen des Baumeisters Johann Philipp Jöndl im griechischen Stil errichtete Kapelle des hl. Josef mit der Familiengruft der Grafen Wratislaw von Mitrowitz. An der Friedhofsmauer stehen sechs Heiligenfiguren, darunter die hll. Felix von Cantalizien, Karl Borromäus, Judas Thaddäus und die böhmische Landesheiligen Ludmilla sowie eine Kalvarie. Sie stammen aus der Werkstatt des Bildhauers Jan Hammer und standen ursprünglich an der Schlossallee, die Kalvarie bis 1817 am Pivovarský rybník.
- Pestsäule der hl. Heiligen Dreifaltigkeit auf dem Dorfplatz, aus der Werkstatt des Bildhauers Jan Hammer
- Statuen der hll. Adalbert, Wenzel, Norbert und eines weiteren Heiligen auf der Straßenbrücke über den Rakovický potok am Teich Kostelecký rybník. Sie stammen aus der Werkstatt des Bildhauers Jan Hammer und standen ursprünglich ebenfalls an der Schlossallee.
- Statuen der hll. Isidor und Anna am Abzweig nach Rakovice, sie stammen aus der Werkstatt des Bildhauers Jan Hammer und standen ursprünglich ebenfalls an der Schlossallee
- Heiligenstatuen auf der Brücke über die Skalice bei Krsice, sie stammen aus der Werkstatt des Bildhauers Jan Hammer und standen ursprünglich an der Schlossallee
- Statue des hl. Norbert an der Straße nach Mirotice, aus der Werkstatt des Bildhauers Jan Hammer
- Nischenkapelle der hll. Wenzel, Josef und Maria an der Straße nach Smetanova Lhota
- Nischenkapelle des hl. Johannes des Evangelisten unterhalb der Ausspanne Na Hvížďalce
- Naturdenkmal Kopáčovská, nordöstlich des Dorfes
- Denkmal an die Beendigung des Zweiten Weltkrieges in Rakovický Mlýn, geschaffen von Jaroslav Papoušek

Sehenswürdigkeiten
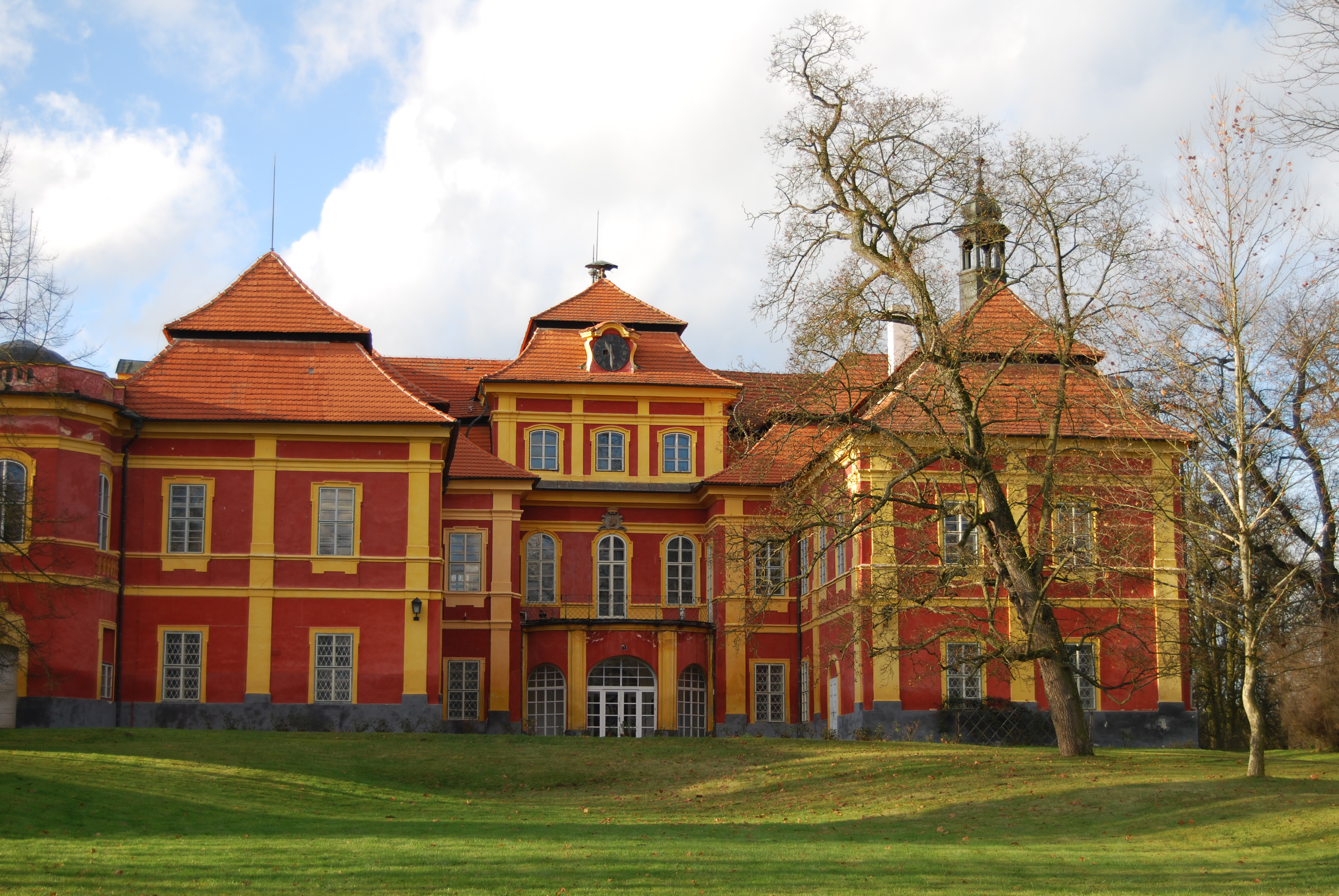
Schloss Čimelice
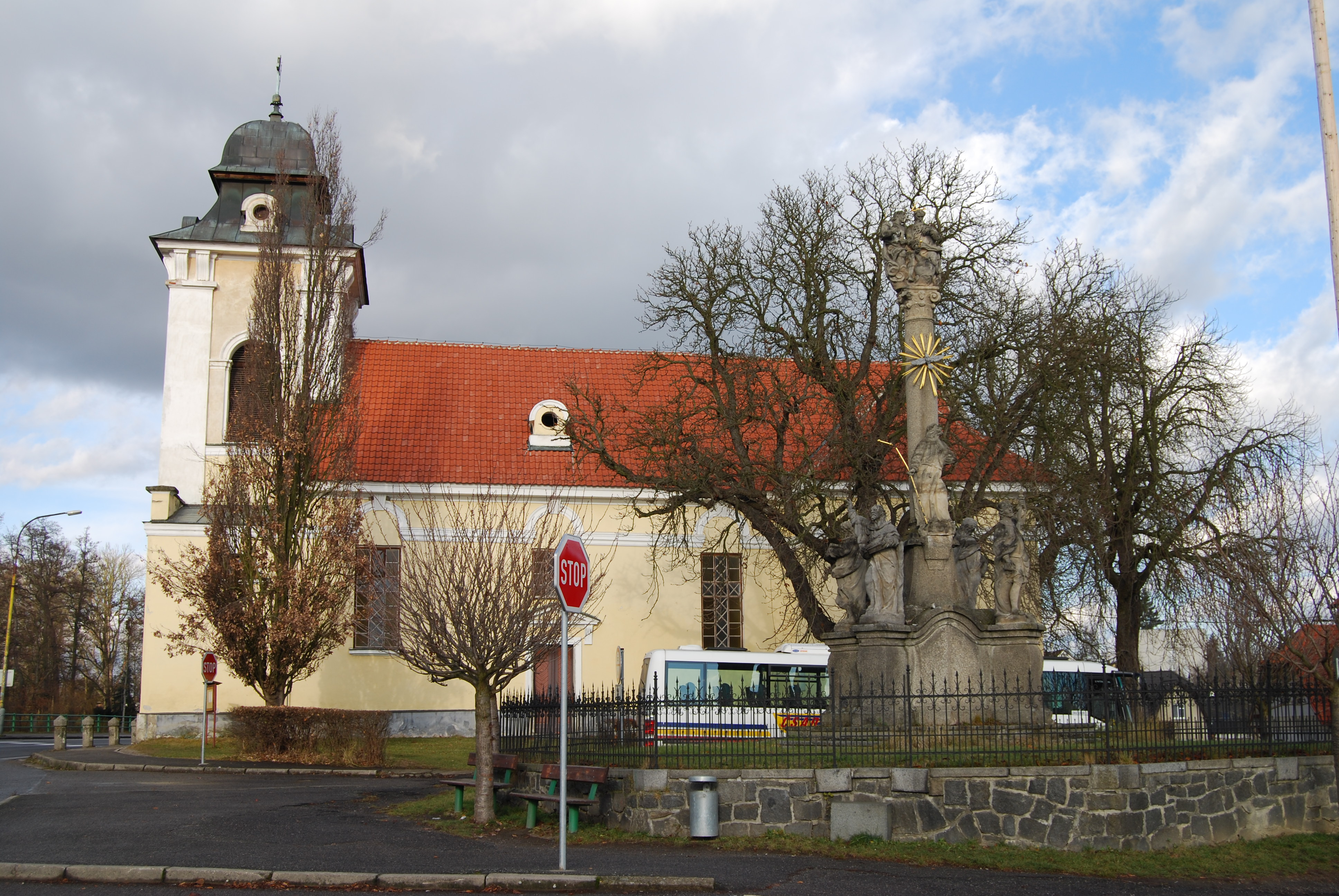
Pfarrkirche der hl. Dreifaltigkeit und Pestsäule auf dem Dorfplatz
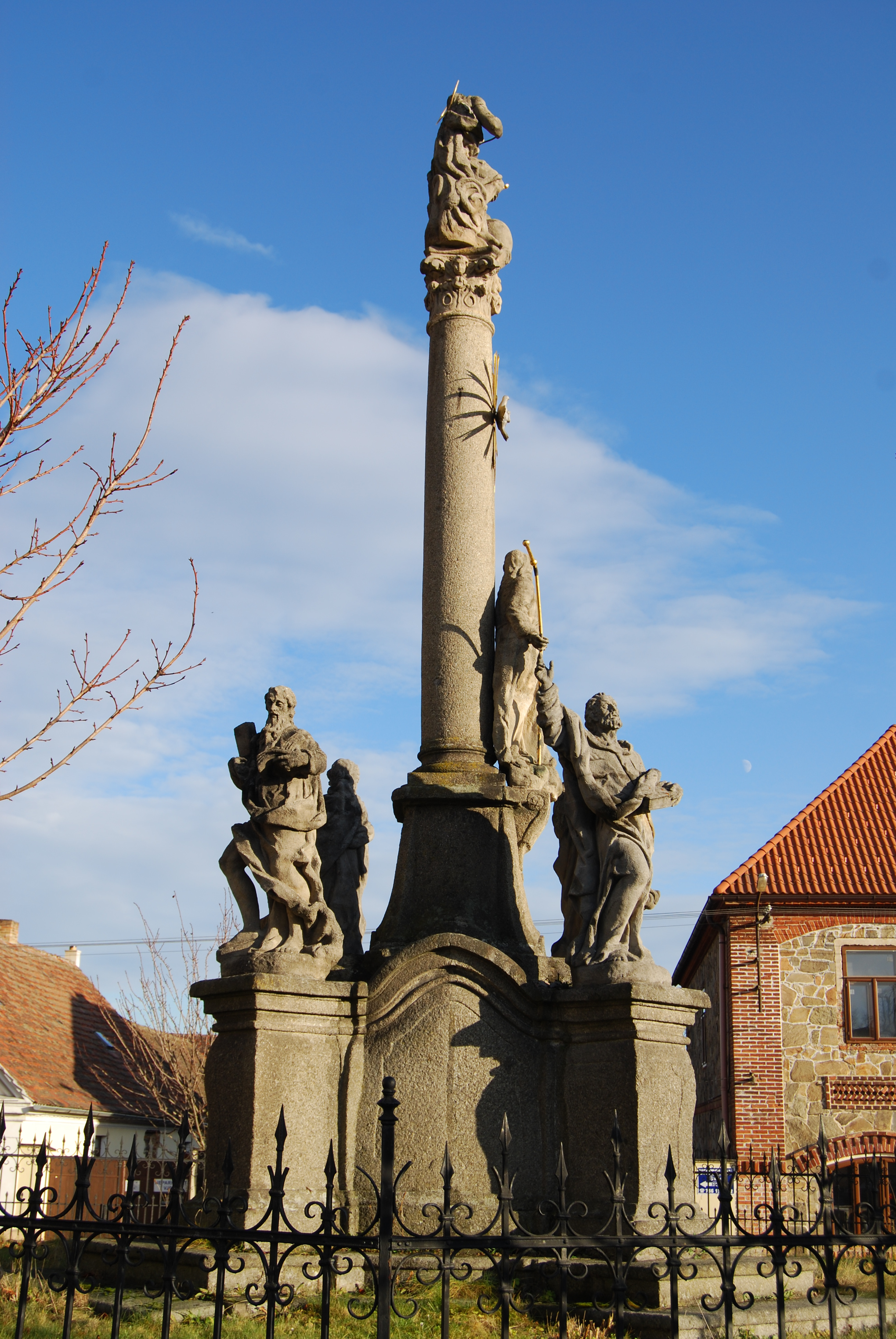
Pestsäule
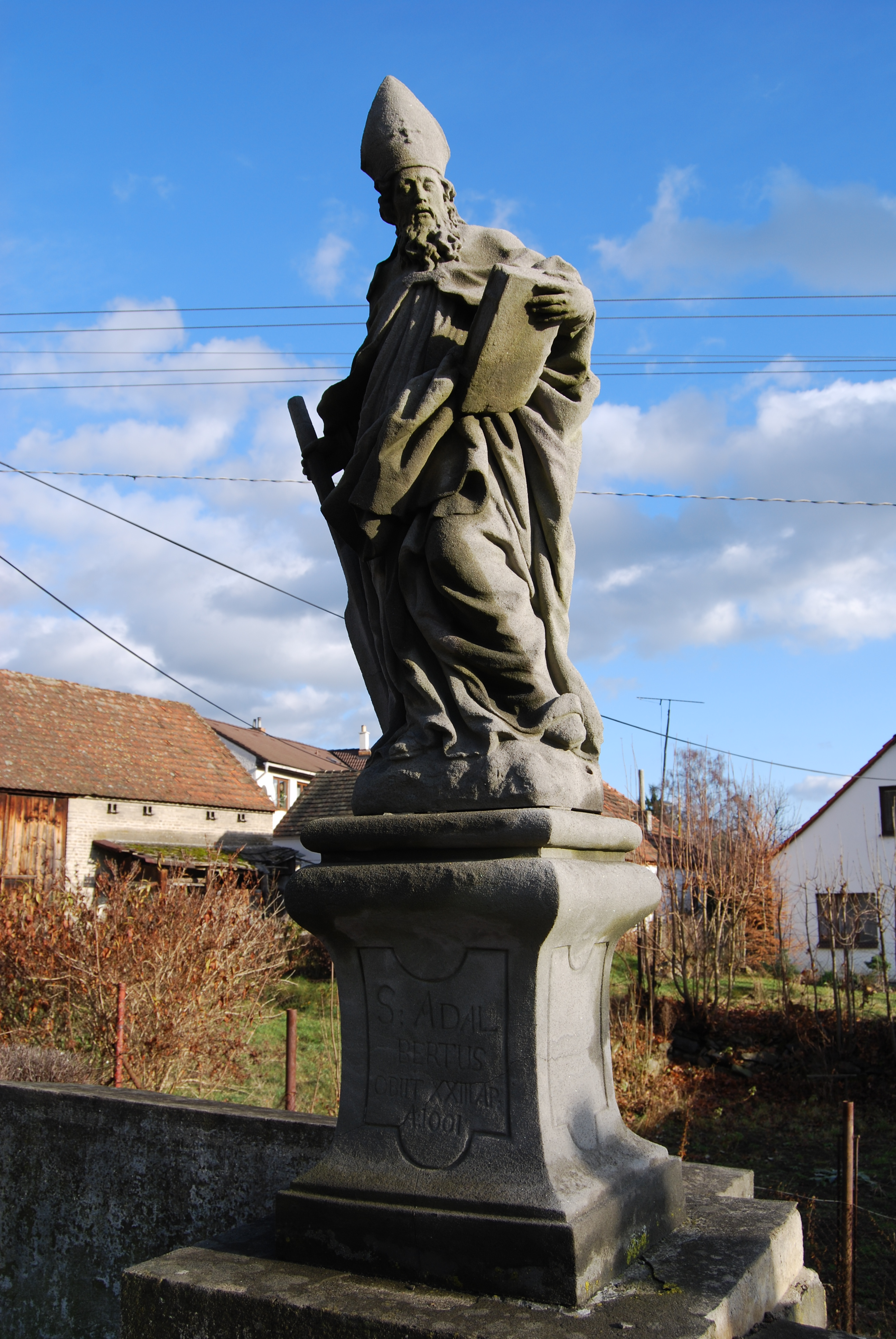
Statue des hl. Adalbert
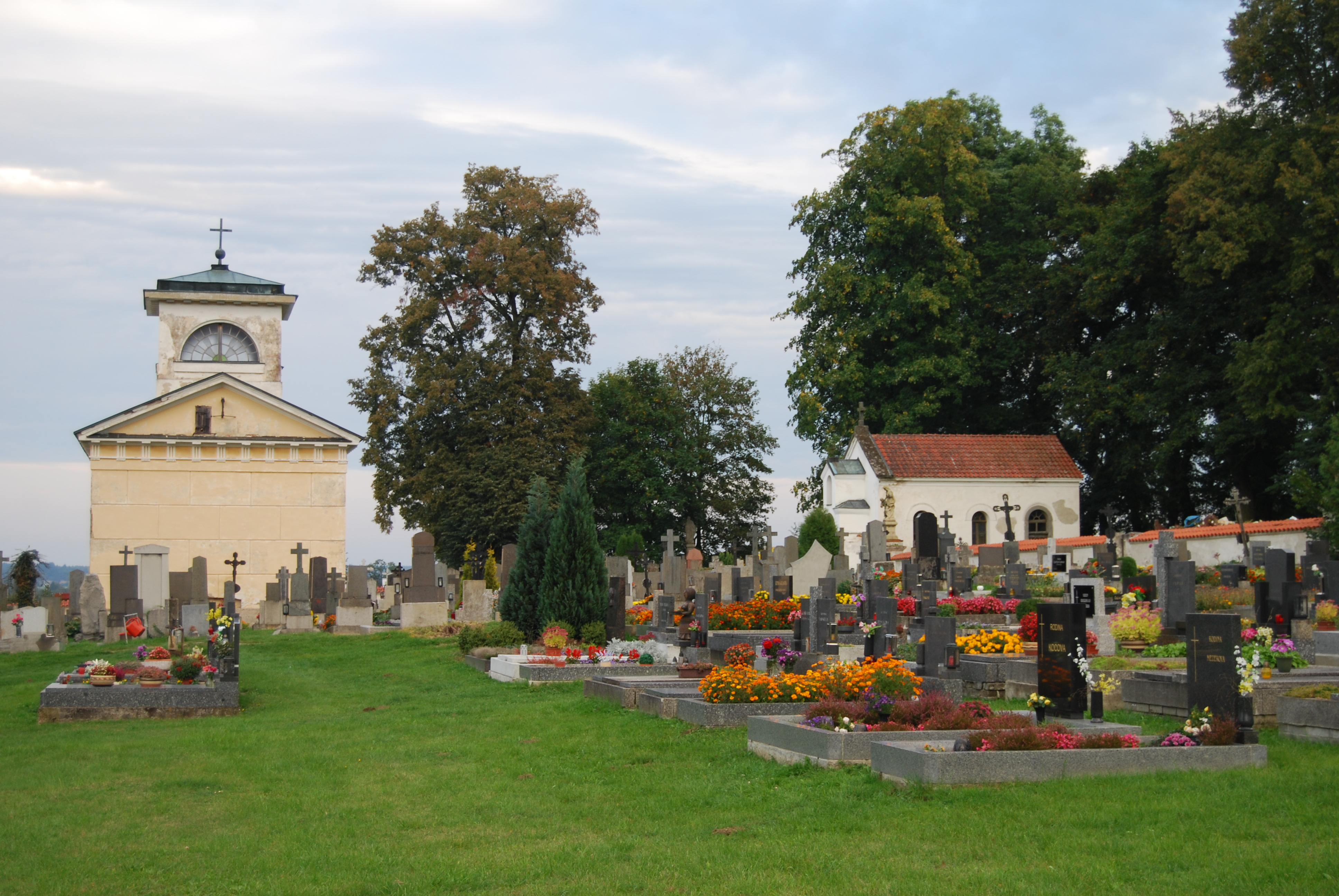
Friedhof mit den beiden Kapellen

## Persönlichkeiten

### Söhne und Töchter der Gemeinde
- Josef Dastich (1835–1870), tschechischer Philosoph
- Josef Perwolf (1841–1892), Slawist
- Karl IV. zu Schwarzenberg (1859–1913), Fürst zu Schwarzenberg
- Franciszek Daniel Paulik (1866–1940), General der k.k. und der polnischen Armee
- Josef Jelínek (1871–1945), Maler und Grafiker
- Alfred Fischel (1868–1938), österreichischer Anatom und Embryologe
- František Šindelář (1887–1947), Maler
- Karl VI. zu Schwarzenberg (1911–1986), Fürst zu Schwarzenberg
- Jaroslav Muzika (1915–2001), Generalmajor

### In Čimelice lebten und wirkten
- Jaroslav Papoušek (1929–1995), der Maler, Bildhauer und Regisseur verbrachte seinen Lebensabend in Čimelice